# Onobrychis lahidjanicus
Onobrychis lahidjanicus är en ärtväxtart som beskrevs av Ahmed Ahmad Parsa. Onobrychis lahidjanicus ingår i släktet esparsetter, och familjen ärtväxter. Inga underarter finns listade i Catalogue of Life.